# Golfo de Guayaquil
Golfo de Guayaquil är en bukt i Ecuador, på gränsen till Peru. Den ligger i den sydvästra delen av landet, 400 km sydväst om huvudstaden Quito.